# リューリカ AL-5
リューリカ AL-5はリューリカ TR-3を元に1950年ごろに開発されたソビエト連邦の軸流式ターボジェットエンジンである。複数の試作エンジンの飛行試験が実施されたが量産はされなかった。

## 設計と開発
リューリカ TR-3AはAL-5として1950年にアルヒープ・リューリカによって再設計された。7段の軸流式圧縮機を備えた単軸式のターボジェットエンジンである。24個のノズルを備えたアニュラ型燃焼器と単段のタービンを備える。、固定式の排気ノズルとタービン始動装置を備える。
I-350に使用されたが1951年6月16日の初飛行時に出力を下げた時に失火した。同様に1951年のLa-190の飛行でも類似の問題が生じた。AL-5は失火対策を取り入れてAL-5Gとして改良され、推力は2 kN (450 lbf)に増強され1952年にIl-46爆撃機の試作機の飛行に成功したが、Tu-16が採用されたので量産はされなかった。 

## 搭載機
- Il-46（英語版）
- La-190（英語版）
- I-350（英語版）
- Yak-1000（英語版）

## 仕様諸元 (AL-5G)
一般的特性
- 形式: ターボジェット
- 全長:
- 直径:
- 乾燥重量:

構成要素
- 圧縮機: 7段軸流式
- 燃焼器: アニュラ型燃焼器
- タービン: 単段式

性能
- 推力: 52 kN (12,000 lbf)
- 出力重量比:

出典: Kay, Turbojet

### 文献
- Kay, Anthony L. Turbojet: History and Development 1930–1960: Volume 2: USSR, USA, Japan, France, Canada, Sweden, Switzerland, Italy, Czechoslovakia and Hungary. Marlborough, Wiltshire: Crowood Press, 2007 ISBN 978-1-86126-939-3
- Gunston, Bill. The Osprey Encyclopaedia of Russian Aircraft 1875–1995. London, Osprey, 1995 ISBN 1-85532-405-9